# Helen Upperton
Helen Lesley Upperton (Al Ahmadi, Kuwait, 31 de octubre de 1979) es una deportista canadiense que compitió en bobsleigh en la modalidad doble. 
Participó en s Juegos Olímpicos de Invierno, obteniendo una medalla de plata en Vancouver 2010, en la prueba doble (junto con Shelley-Ann Brown), y el cuarto lugar en Turín 2006, en la misma prueba.

## Palmarés internacional
| Juegos Olímpicos | Juegos Olímpicos   | Juegos Olímpicos | Juegos Olímpicos |
| Año              | Lugar              | Medalla          | Prueba           |
| ---------------- | ------------------ | ---------------- | ---------------- |
| 2010             | Vancouver (Canadá) | Medalla de plata | Doble            |